# Senador
Senador es un miembro o integrante de la Cámara de Senadores o Senado. En la mayoría de los países democráticos, los senadores son electos por sus ciudadanos. Entre los requisitos comunes se establece que debe ser natural o al menos tener una cierta cantidad de años viviendo en la región o provincia donde se postuló, poseer la mayoría de edad y pertenecer a un partido político; sin embargo todos estos requisitos dependerán de las normas que establezca la constitución de cada lugar.

## Regulación
En las ciudades democráticas, el Senado se compone de miembros elegidos en votación directa, en consideración a las regiones o provincias en que esté dividido el País. La ley orgánica constitucional de elecciones determina el número de Senadores, las circunscripciones senatoriales y la forma de su elección. Según la Constitución de cada país, los Senadores duran entre cuatro y ocho años en su cargo, se renuevan alternadamente cada determinados años y pueden ser reelegidos indefinidamente o una cierta cantidad de veces. Los requisitos para ser elegido también varían según el país, en general se requiere ser ciudadano, haber vivido en la región o provincia que representará, tener cursados ciertos estudios y ser mayor de treinta o más años de edad el día de la elección.

## Función
Los diputados representan a los ciudadanos que los eligen en cada jurisdicción para que atiendan y defiendan sus intereses. Los senadores cumplen igual función, siendo la voz de los ciudadanos, pero representando a una provincia o estado.
Puede ocurrir que mientras los diputados aprueban una ley que beneficia a sus representados, los senadores la rechazan si entienden que la norma puede perjudicar a la integridad o bienestar de la  provincia en cuestión.